# Silene vivianii
Silene vivianii är en nejlikväxtart. Silene vivianii ingår i släktet glimmar, och familjen nejlikväxter.

## Underarter
Arten delas in i följande underarter:
- S. v. getula
- S. v. viscida
- S. v. vivianii